# Charles Blanc-Gatti
Pour les articles homonymes, voir Charles Blanc (homonymie), Blanc (homonymie) et Gatti.
Charles Jules Ernest Blanc-Gatti, né à Lausanne le 26 janvier 1890 et mort à Riex le 7 avril 1966, est un peintre suisse, l'un des fondateurs en 1932 du musicalisme.

## Biographie
Au sortir d'une formation secondaire au collège scientifique de Lausanne, Charles Blanc étudie le dessin chez Raphaël Lugeon, s'initie en autodidacte à la peinture de paysage et étudie le violon avec William Merten, pratiquant la musique de chambre dans le cadre d'un orchestre amateur. En 1911, il s'établit à Paris, où il trouve un emploi comme dessinateur-technicien dans un bureau de construction et où il épouse l'année suivante Giustina Gatti.
Après la première guerre mondiale, il travaille comme dessinateur de mode à Lausanne, entre 1919-1924, mais retourne bientôt à Paris où le peintre Vladimir Baranov-Rossiné signale ses activités de musicaliste en 1922 déjà. Son compatriote, le peintre Marcel Amiguet, lui aussi longtemps établi dans la Ville-Lumière, cherche également à marier peinture et musique, donnant en 1923 déjà une conférence intitulée « La gamme musicale et son équivalent la gamme colorée ».
Charles Blanc-Gatti expose ses tableaux à l'Exposition des arts décoratifs de 1925, puis au Salon des indépendants en 1928 et 1929. Il publie en 1931 son premier texte sur les correspondances entre musique et peinture à l'occasion d'un concert illustré par ses tableaux. L'année suivante, il est à l'origine, avec Henry Valensi, Gustave Bourgogne et Vito Stracquadaini, de l'Association des artistes musicalistes ; il développe dès lors son art de « peintre des sons » ainsi que sa théorie des « synesthésies ». Le musée Arlaud, à Lausanne, présente son travail en 1934, année même où il publie son manifeste, Des sons et des couleurs, dans lequel il cherche à faire la synthèse des théories scientifiques et artistiques consacrées aux possibles correspondances entre gammes chromatique et musicale. Ainsi, Blanc-Gatti invoque-t-il un modèle mathématique pour établir un rapport entre les sons et les couleurs, imaginant que les couleurs vibrent 50 octaves plus haut que les notes.
Blanc-Gatti s'inspire de grands musiciens, de Jean-Sébastien Bach à Igor Stravinsky, et se livre à des expériences audiovisuelles, faisant notamment breveter en 1933 son Orchestre chromophonique qui associe aux concerts des projections lumineuses à effets polychromes mouvants, synchronisés à l'exécution musicale. Le concept n'est pas vraiment nouveau, puisqu'en 1814 déjà Stendhal imagine la présentation de décorations durant un concert de symphonies de Mozart et Haydn.           
Fuyant le Front populaire, Blanc-Gatti rentre en Suisse en 1936 et s'installe à Montreux-Territet. Devenu pionnier du dessin-animé abstrait, l'artiste produit entre 1938 et 1940, dans le cadre de sa société Montreux-Color-Film, plusieurs dessins animés, dont Chromophony en 1938, deux ans avant le célèbre Fantasia de Walt Disney. 
Établi à Verbier en 1947, puis à Riex en 1952, Blanc-Gatti reprend en fin de carrière la peinture de paysage, mais cesse de peindre dès 1953 en raison de problèmes de santé. Il poursuit cependant inlassablement, par le biais de conférences et d'articles, son engagement en faveur du musicalisme. Longtemps oublié, jusqu'au récent regain d'intérêt pour le  musicalisme, Blanc-Gatti a toutefois connu une réelle notoriété dans les années 1930 et 1940.

## Archives
- Inventaire du fonds Charles Blanc-Gatti (1890- 1966) par Aglaja Kempf, Lausanne : SIK-ISEA Antenne romande, 2009, 31 f.

## Publications de Charles Blanc-Gatti
- Des sons et des couleurs, Paris : Éd. d'art chromophonique, 1934 (réédité à Neuchâtel [en 1958] par V. Attinger).
- Verbier vu par un peintre, Neuchâtel, éd. Griffon, 1951.